# Moritz Ganz
Eduard Moritz Ganz, född den 16 september 1806 i Mainz, död den 22 januari 1868 i Berlin, var en tysk musiker. Han var bror till Adolf och Leopold Ganz samt farbror till Eduard Ganz. 
Ganz, som var kunglig preussisk konsertmästare och förste violoncellist vid hovkapellet i Berlin från 1836, var en utmärkt virtuos, musiklärare och tonsättare för sitt instrument.